# كريستيان ريدل
كريستيان ريدل (بالألمانية: Christian Redl ) (و. 1948 – م) هو ممثل، وموسيقي، وممثل مسرحي، وممثل أفلام من ألمانيا . ولد في شلسفيغ.

## روابط خارجية
- كريستيان ريدل على موقع IMDb (الإنجليزية)
- كريستيان ريدل على موقع مونزينجر (الألمانية)
- كريستيان ريدل على موقع ألو سيني (الفرنسية)
- كريستيان ريدل على موقع ميوزك برينز (الإنجليزية)
- كريستيان ريدل على موقع أول موفي (الإنجليزية)
- كريستيان ريدل على موقع قاعدة بيانات الأفلام السويدية (السويدية)
- كريستيان ريدل على موقع ديسكوغز (الإنجليزية)
- كريستيان ريدل على موقع قاعدة بيانات الفيلم (الإنجليزية)
- كريستيان ريدل على موقع كينوبويسك (الروسية)